# A House Divided (film 1919)
A House Divided è un film muto del 1919 diretto da J. Stuart Blackton.

## Trama
Mary Lord, la pupilla di Sir Arthur Stanhope, si sente attratta da Philip Carmichael, un giovane politico che però la ignora, tutto preso da una storia con l'attrice Sheelah Delayne con la quale si sposa, credendo però che il matrimonio sia finto. Anni dopo, Philip si innamora di Mary, ormai sposata con Stanhope. I due sono però sorpresi insieme da Stanhope che, al vederli, ha un attacco cardiaco che l'uccide. I due, in preda al rimorso, dapprima vogliono rompere la loro relazione, ma poi cedono all'amore e si sposano in Francia. Philiph viene affrontato da Sheelah che lo accusa di averla lasciata insieme al bambino che hanno avuto insieme. L'ex attrice presenta le prove del matrimonio con Philip che viene accusato di bigamia. Mary deve testimoniare e, per l'umiliazione di non essere sposata, dopo il processo scompare.
Il bambino di Sheelah e di Philip muore. La donna, che ha trovato un lavoro come operaia in Francia, vi ritrova anche Mary, che vive ormai in stato confusionale. Impietosita, Sheelah ha annullato il matrimonio con Philip e rimanda Mary da lui. Una canzone cantata dai soldati riporta alla memoria di Mary il ricordo del marito e, quando lo rivede, i due riprendono la loro vita insieme.

## Produzione
Il film fu prodotto dalla Frank G. Hall Productions e dalla J. Stuart Blackton Feature Pictures con il titolo di lavorazione Love, Marriage and Divorce. Alcune scene vennero girate a New York, al Criterion Theatre al 1514 di Broadway.

## Distribuzione
Distribuito dalla Independent Sales Corporation e dalla Film Clearing House, il film - presentato da Frank G. Hall - uscì nelle sale cinematografiche USA il 27 aprile 1919.